# Île Taanlo
L’île Taanlo est une île de Nouvelle-Calédonie rattachée administrativement à la commune de Poum.
Elle se situe au  Nord de l'île Taanle, au nord-ouest de l'île Baaba. Sa réserve maritime coutumière  s’étend jusqu’à la fausse passe, sa limite avec Teâ Aövas (Aonvase). Il intègre les plateaux Pexölat, Dau Wan, Nivaala et remonte ensuite vers le nord jusqu’au plateau Pwi Dube, sa limite avec Teâ Belep.
La chefferie coutumière a son tertre à Fwejaap. On la nomme aussi Fwejaap Ma. Le chef coutumier intronisé en 2009 est Ouedo René Porou.